# United Nations Plaza (Manhattan)

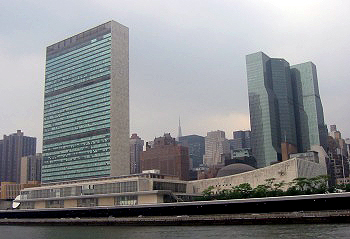
Links das Hochhaus des UN-Sekretariats, rechts vorn die Generalversammlung, rechts dahinter der Wolkenkratzer „United Nations Plaza“

United Nations Plaza ist eine Adresse im Osten von Manhattan (New York), an der unter anderem das UN-Hauptquartier und mehrere Wolkenkratzer stehen.
Die postalische Adresse United Nations Plaza gilt eigentlich für drei einzelne Straßenabschnitte:
- Die Verlängerung der East 44th Street zwischen First und Second Avenue. Hier steht unter anderem der Wolkenkratzer United Nations Plaza.
- Die Verlängerung der East 45th St jenseits der First Avenue, die nach einer starken Biegung zurück nach Süden bis auf die Höhe der 43rd Street verläuft. Hier liegt das UN-Hauptquartier mit der postalischen Adresse 760 United Nations Plaza.
- Der westliche Teil der First Avenue im Abschnitt zwischen East 46th und East 49th Street, an dem sich die Straße teilt, um in ihrer Mitte den Verkehr aus der Unterführung First Avenue Underpass in den oberirdischen Verkehr einzuspeisen. Hier stehen unter anderem der Trump World Tower und der 100 United Nations Plaza Tower. Außerdem befindet sich an der Ecke zur 49. Straße das German House, das die Ständige Vertretung Deutschlands bei den UN sowie das deutsche Generalkonsulat beherbergt.